# 帛家道
帛家道是东汉时形成的一个道教派别。
关于这个道派的资料不太多，最早见于葛洪的《抱朴子内篇》。根据一些散件资料推测，这个道派可能是太平道被镇压后，一些信徒在河北、洛中一带形成的。东晋时流传到江浙一带，后来与天师道和上清派合流。陈国符在《道藏源流考》中认为“疑郑君、葛洪皆属帛家道”。